# Serie A2 1982-1983 (pallacanestro femminile)
Il campionato di Serie A2 di pallacanestro femminile 1981-1982 è stato il terzo organizzato in Italia.

## Girone A
1  Ginnastica Triestina pt.40 --> Ammessa ai play-off

2  Ledisan Codroipo pt.36 --> Ammessa ai play-off

3  Ibici Busto Arsizio pt.34 --> Ammessa ai play-off

4  Alcan Villasanta pt.34 --> Ammessa ai play-off

5  Omsa Faenza pt.32

6  Valdarno pt.26

7  Basket Femminile Pavia pt.28

8  Abano Basket pt.26

9  Brescia pt.24

10 Rapallo pt.24

11 Crema pt.20

12 Ferrara pt.20

13 Libertas Bologna pt.16

14 Padova pt.14

## Girone B
1  Viterbo pt.40 --> Ammessa ai play-off

2  Barletta pt.38 --> Ammessa ai play-off
 
3  Latte Sole Priolo pt.32 --> Ammessa ai play-off

4  Taranto pt.28 --> Ammessa ai play-off

5  Stabia pt.26

6  Napoli pt.26

7  S.Marinella pt.22

8  Congregatio Cagliari pt.20

9  CUS Roma pt.10

10 CUS Chieti pt.10

11 CUS Cagliari pt.10

12 Formia pt.2

## PLAY OFF
semifinali

Trieste-Villasanta 2-0

Busto-Codroipo 2-0

Viterbo-Taranto 2-0

Barletta-Priolo 2-1

finali

Ibici Busto-Viterbo 2-1

Ginn.Triestina-Barletta 2-1

spareggio

Barletta Viterbo 2-1

## Verdetti
- Promosse in Serie A1: Ibici Busto Arsizio-Ginnastica Triestina-Barletta.